# Tavse Vidner
Tavse Vidner (russisk: Немые свидетели) er en russisk stumfilm fra 1914 af Jevgenij Bauer.

## Medvirkende
- Aleksandr Tjargonin som Pavel Kostritsyn
- Aleksandr Kheruvimov
- Dora Tjitorina som Nastja
- Elsa Krueger som Jelena
- Andrej Gromov